# Effet râteau
L'effet râteau est un biais cognitif de jugement qui consiste à exagérer la régularité du hasard. Il revient à considérer qu'une répartition aléatoire, dans le temps ou dans l'espace, doit s'étaler selon des intervalles plus réguliers qu'ils ne le sont empiriquement. Un petit échantillon amplifie l'irrégularité de la répartition. Le biais repose sur l'absence de prise en considération de l'indépendance des événements.

## Description
Ce biais a notamment été démontré par le physicien Edward Mills Purcell qui a écrit un programme remplissant de points une matrice, dans un premier temps selon le hasard le plus total, et la deuxième fois en ajoutant la condition qu'un point ne pouvait pas être ajouté immédiatement à côté d'un point existant. « En d'autres termes » analyse le sociologue Gérald Bronner, « ce programme déformait ce qu'aurait dû produire normalement le hasard en introduisant une "clause" d'étalement ». « Or, lorsqu'on présente à des sujets les résultats produits par les deux programmes, ceux-ci considèrent le plus souvent que le deuxième est plus vraisemblablement le résultat du hasard que le premier ».
C'est cette vision déformée du hasard qui amène à penser qu'il existe une « loi des séries » (voir illusion des séries).

## Exemples
L'effet râteau a été cité pour expliquer l'emballement médiatique autour de la vague de suicides chez France Télécom en 2009.